# پازیتونی چرخ‌ریسکی
پازیتونی چرخ‌ریسکی (نام علمی: Pholidornis rushiae) نام یک گونه از خانواده سسک‌های بیشه است.